# Aleksandar Dragović
Aleksandar Dragović, född 6 mars 1991 i Wien, är en österrikisk fotbollsspelare med serbiskt ursprung som spelar för Austria Wien. Han spelar även för Österrikes fotbollslandslag.

## Karriär
Den 31 augusti 2017 lånades Dragović ut av Bayer Leverkusen till Leicester City över säsongen 2017/2018.
Den 26 maj 2021 värvades Dragović av serbiska Röda stjärnan Belgrad, där han skrev på ett treårskontrakt. Den 1 augusti 2024 blev Dragović klar för en återkomst i Austria Wien, där han skrev på ett treårskontrakt.

## Meriter

### Klubb
Austria Wien
- Österrikiska cupen: 2008–09

Basel
- Raiffeisen Super League: 2010–11, 2011–12, 2012–13
- Schweiziska cupen: 2012

Dynamo Kiev
- Premjer-liha: 2014–15, 2015–16
- Ukrainska cupen: 2013–14, 2014–15
- Ukrainska supercupen: 2016

Röda stjärnan Belgrad
- Serbiska superligan: 2021–22, 2022–23, 2023–24
- Serbiska cupen: 2021–22, 2022–23, 2023–24